# 9270 Sherryjennings
9270 Sherryjennings eller 1978 VO8 är en asteroid i huvudbältet som upptäcktes den 7 november 1978 av de båda amerikanska astronomerna Eleanor F. Helin och Schelte J. Bus vid Siding Spring-observatoriet. Den är uppkallad efter Sherry Ann Jennings.